# Depuralina

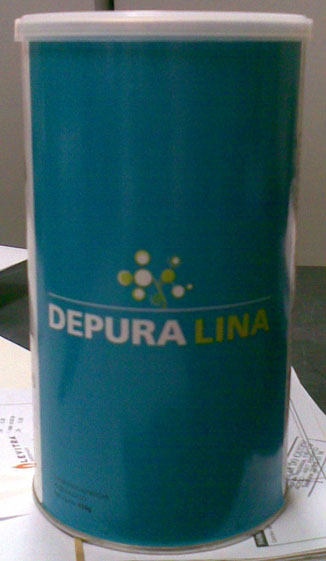
Lata de depuralina.

A Depuralina é um suplemento alimentar dietético, comercializado em Portugal desde Janeiro de 2008. Em Março de 2008 era o suplemento alimentar mais vendido em Portugal, contando com aproximadamente 165 mil embalagens vendidas.
A 1 de Abril de 2008, a sua comercialização foi suspensa por suspeita de efeitos adversos graves. A Direcção-Geral da Saúde (a autoridade de saúde em Portugal) anunciou em comunicado que tinham sido reportados "três casos graves de doença aguda" alegadamente associados ao uso do produto,tendo sido noticiado alguns dias depois o internamento hospitalar de outras duas pessoas na sequência de mais casos reportados. Sob suspeita estariam apenas dois lotes do produto que seriam analisados pelas entidades governamentais. Ainda assim, o produto foi apenas suspenso e nunca retirado do mercado como chegou a constar e segundo esclareceu a Ministra da Saúde Ana Jorge. Os estranhos contornos do caso levaram o assunto até ao parlamento devido a um pedido de esclarecimento do CDS-PP.
A empresa espanhola produtora de Depuralina e as empresas responsáveis pela sua distribuição em portugal, DietMed e DietLab de imediato vieram a terreno defender a qualidade do produto, assegurando que não apresenta qualquer toxicidade, tendo entregue a DGS um estudo que sustentaria essa conclusão. A empresa defendeu que os casos de alergia comunicados eram casos normais de intolerância a um ou mais componentes do produto, reacção que pode acontecer com qualquer alimento e que no seu entender não tornam o produto perigoso.
O alerta europeu enviado pelas autoridades portuguesas obrigou entretanto as suas congéneres espanholas a procederem à suspensão do produto, ao contrário do que inicialmente pretendiam, defendendo que nenhum caso havia sido reportado em Espanha, onde o produto já se encontrava em comercialização há mais tempo.
O caso foi-se arrastando durante algumas semanas até que no dia 24 de Abril, 23 dias depois da suspensão, Jaime Silva, Ministro da Agricultura, do Desenvolvimento Rural e das Pescas, entidade estatal com o pelouro dos Suplementos Alimentares veio publicamente anunciar o regresso da Depuralina às prateleiras. Segundo as análises entregues à ASAE e Direcção-Geral da Saúde, havia relação em alguns casos entre a reacção alérgica e o consumo do produto. No entanto essa reacção está dentro do quadro de reacções alérgicas comuns atribuídas a qualquer alimento. No fundo, a percentagem de casos de alergia Vs consumidores era semelhante ao de outros produtos alimentares tão comuns como, por exemplo, o leite. Dos 9 casos reportados, apenas 2 foram dados como possíveis e outros 3 como prováveis, tendo sido os restantes descurados, o que, tendo em conta o número de embalagens vendidas, é um número sem relevância, como foi de resto referido pelo próprio Ministro Jaime Silva.
Após o levantamento da suspensão, pouco ou nada foi feito pelas entidades governamentais no sentido de esclarecer definitivamente todas as dúvidas relativamente à comercialização da Depuralina, sendo a empresa distribuidora em Portugal, obrigada a emitir, por iniciativa própria, um boletim de informação a todos os seus clientes. Aparentemente, o processo de liberação da comercialização foi bem mais complexo do que o de suspensão, uma vez que apenas alguns meses depois da resolução em Portugal, as autoridades espanholas conseguiram reunir toda a documentação necessária para poderem oficializar o regresso do produto ao seu mercado. Entretanto, por cá, a empresa distribuidora ia fazendo o que estava ao seu alcance para que o assunto regressasse à normalidade, exortando ao consumo do produto.
Para a história, fica um processo confuso e claramente precipitado onde os principais prejudicados, segundo a empresa, foram, em primeiro lugar, os consumidores que se viram privados do seu produto e os produtores e distribuidores de Depuralina, que não deixaram de manifestar o seu desagrado, estimando um prejuízo próximo de um milhão de euros.
Aos poucos, o assunto regressou à normalidade, fruto da forte campanha de comunicação criada pela empresa que entretanto prometeu não deixar o caso cair no esquecimento, exigindo responsabilidades aos intervenientes no processo. Todo o processo foi muito criticado, não só pela empresa como por outras entidades afectas ao sector. mas o governo, por seu lado, defende que agiu conforme os regulamentos e alega que a empresa não terá direito a qualquer indeminização. Entre as várias entidades que se mostraram desagradadas com as proporções sensacionalistas que o caso tomou está a Associação de Dietéticos Nacionais que veio exigir a abertura de um inquérito a todo o caso de suspensão do produto.
A verdade é que passados apenas alguns meses a situação comercial do produto aparenta ter regressado à normalidade, sendo possível escutar na rádio as sucessivas campanhas que fazem. O produto parece continuar com a sua credibilidade em alta, o que de resto é possível perceber pelos recentes resultados que apontam a palavra Depuralina como uma das mais procuradas no Portal Sapo.
A Depuralina é comercializada em três versões diferentes (Azul, Vermelha - Especial Gorduras e Verde - Especial Líquidos).